# Lijst van Stolpersteine in Oisterwijk
De lijst van Stolpersteine in Oisterwijk geeft een overzicht van de gedenkstenen die in de gemeente Oisterwijk in de Nederlandse provincie Noord-Brabant zijn geplaatst in het kader van het Stolpersteine-project van de Duitse beeldhouwer-kunstenaar Gunter Demnig.
Stolpersteine zijn opgedragen aan slachtoffers van het nationaalsocialisme, al diegenen die zijn vervolgd, gedeporteerd, vermoord, gedwongen te emigreren of tot zelfmoord gedreven door het nazi-regime. Demnig legt voor elk slachtoffer een aparte steen, meestal voor de laatste zelfgekozen woning.
Omdat het Stolpersteine-project doorloopt, kan deze lijst onvolledig zijn.

## Stolpersteine
In de gemeente Oisterwijk liggen 31 Stolpersteine: een in Heukelom, acht in Moergestel en 22 in Oisterwijk.

### Heukelom
In Heukelom ligt een Stolperstein.
| Afbeelding | Inscriptie | Adres                   | Herdachte persoon           |
| ---------- | --- | ----------------------- | --------------------------- |
|            | HIER WOONDE RUDI WERTHEIMER GEB. 1909 GEDEPORTEERD 1942 AUSCHWITZ VERMOORD 28.1.1945 TIJDENS DODENMARS GROSS-ROSEN | Baaneind 12 Kaart (OSM) | Rudi Wertheimer (1909–1945) |

### Moergestel
In Moergestel liggen acht Stolpersteine op een adres.
| Afbeelding | Inscriptie | Adres                                      | Herdachte persoon                 |
| ---------- | --- | ------------------------------------------ | --------------------------------- |
|            | HIER WOONDE ELISABETH AGSTERIBBE GEB. 1922 GEARRESTEERD 29.8.1942 GEDEPORTEERD UIT WESTERBORK AUSCHWITZ VERMOORD 3.9.1942                    | Rootven-Prinses Margrietstraat Kaart (OSM) | Elisabeth Agsteribbe (1922–1942)  |
|            | HIER WOONDE SAMUAL AGSTERIBBE GEB. 1920 GEARRESTEERD 29.8.1942 GEDEPORTEERD 1942 UIT WESTERBORK AUSCHWITZ-COSEL VERMOORD 4.4.1945 BUCHENWALD | Rootven-Prinses Margrietstraat Kaart (OSM) | Samuel Agsteribbe (1920–1945)     |
|            | HIER WOONDE FRANÇOIS BUSNAC GEB. 1890 GEARRESTEERD 19.5.1943 GEINTERNEERD VUGHT GEDEPORTEERD UIT WESTERBORK SOBIBOR VERMOORD 28.5.1943       | Rootven-Prinses Margrietstraat Kaart (OSM) | François Busnac (1890–1943)       |
|            | HIER WOONDE ROBERT BUSNAC GEB. 1940 GEARRESTEERD 9.4.1943 GEINTERNEERD VUGHT GEDEPORTEERD UIT WESTERBORK SOBIBOR VERMOORD 14.5.1943          | Rootven-Prinses Margrietstraat Kaart (OSM) | Robert Busnac (1940–1943)         |
|            | HIER WOONDE ADOLPHINA FRANKENHUIS GEB. 1929 GEARRESTEERD 9.4.1943 GEINTERNEERD VUGHT GEDEPORTEERD UIT WESTERBORK SOBIBOR VERMOORD 14.5.1943  | Rootven-Prinses Margrietstraat Kaart (OSM) | Adolphina Frankenhuis (1929–1943) |
|            | HIER WOONDE FRANCISKA FRANKENHUIS GEB. 1934 GEARRESTEERD 9.4.1943 GEINTERNEERD VUGHT GEDEPORTEERD UIT WESTERBORK SOBIBOR VERMOORD 14.5.1943  | Rootven-Prinses Margrietstraat Kaart (OSM) | Franciska Frankenhuis (1934–1943) |
|            | HIER WOONDE HENRIËTTE FRANKENHUIS GEB. 1927 GEARRESTEERD 9.4.1943 GEINTERNEERD VUGHT GEDEPORTEERD UIT WESTERBORK SOBIBOR VERMOORD 14.5.1943  | Rootven-Prinses Margrietstraat Kaart (OSM) | Henriëtte Frankenhuis (1927–1943) |
|            | HIER WOONDE SARA FRANKENHUIS GEB. 1898 GEARRESTEERD 9.4.1943 GEINTERNEERD VUGHT GEDEPORTEERD UIT WESTERBORK SOBIBOR VERMOORD 14.5.1943       | Rootven-Prinses Margrietstraat Kaart (OSM) | Sara Frankenhuis (1898–1943)      |

### Oisterwijk
In Oisterwijk liggen 22 Stolpersteine op negen adressen.
| Afbeelding | Inscriptie | Adres                                  | Herdachte persoon                           |
| ---------- | --- | -------------------------------------- | ------------------------------------------- |
|            | HIER WOONDE HARTOG ANHOLT GEB. 1905 GEVLUCHT 1942 GEARRESTEERD 1943 AMSTERDAM GEDEPORTEERD 1943 UIT WESTERBORK VERMOORD 31.3.1944 AUSCHWITZ | Bremlaan 1 Kaart (OSM)                 | Hartog Anholt (1905–1944)                   |
|            | HIER WOONDE FRITZ BING GEB. 1882 GEDEPORTEERD 1942 VERMOORD 30.9.1942 AUSCHWITZ                                                             | Burgemeester Canterslaan 5 Kaart (OSM) | Fritz Bing (1882–1942)                      |
|            | HIER WOONDE HEINZ WOLFGANG BING GEB. 1922 GEDEPORTEERD 1942 VERMOORD 30.9.1942 AUSCHWITZ                                                    | Burgemeester Canterslaan 5 Kaart (OSM) | Heinz Wolfgang Bing (1922–1942)             |
|            | HIER WOONDE GRETE BING- HACHENBURG GEB. 1890 GEDEPORTEERD 1942 VERMOORD 9.8.1942 AUSCHWITZ                                                  | Burgemeester Canterslaan 5 Kaart (OSM) | Grete Bing-Hachenburg (1890–1942)           |
|            | HIER WOONDE HERMINE ELSAS-GLUCK GEB. 1866 GEVLUCHT 1942 GEDEPORTEERD 1943 UIT WESTERBORK VERMOORD 7.7.1944 AUSCHWITZ                        | George Perklaan 7 Kaart (OSM)          | Hermine Elsas-Gluck (1866–1944)             |
|            | HIER WAS ONDERGEDOKEN MAX HEIJMANS GEB. 1911 GEDEPORTEERD 1943 VERMOORD 31.3.1944 AUSCHWITZ                                                 | Adervendreef 2 Kaart (OSM)             | Max Heijmans (1911–1944)                    |
|            | HIER WAS ONDERGEDOKEN REINE HEIJMANS GEB. 1908 GEDEPORTEERD 1943 VERMOORD 22.10.1943 AUSCHWITZ                                              | Adervendreef 2 Kaart (OSM)             | Reine Heijmans (1908–1943)                  |
|            | HIER WAS ONDERGEDOKEN SALOMON HEIJMANS GEB. 1869 GEDEPORTEERD 1943 VERMOORD 22.10.1943 AUSCHWITZ                                            | Adervendreef 2 Kaart (OSM)             | Salomon Heijmans (1869–1943)                |
|            | HIER WAS ONDERGEDOKEN PETRONELLA HEIJMANS- VAN MENTS GEB. 1882 GEDEPORTEERD 1943 VERMOORD 22.10.1943 AUSCHWITZ                              | Adervendreef 2 Kaart (OSM)             | Petronella Heijmans-Van Ments (1882–1943)   |
|            | HIER WAS ONDERGEDOKEN ANNA HEIJMANS- SPANJAARD GEB. 1910 GEDEPORTEERD 1943 VERMOORD 22.10.1943 AUSCHWITZ                                    | Adervendreef 2 Kaart (OSM)             | Anna Heijmans-Spanjaard (1910–1943)         |
|            | HIER WOONDE SIEGFRIED KANSTEIN GEB. 1908 GEVLUCHT FRANKRIJK GEARRESTEERD 1942 GEDEPORTEERD UIT DRANCY VERMOORD 14.11.1942 AUSCHWITZ         | George Perklaan 7 Kaart (OSM)          | Siegfried Kanstein (1908–1942)              |
|            | HIER WOONDE ELISABETH KANSTEIN-WOLFF GEB. 1915 GEVLUCHT FRANKRIJK GEARRESTEERD 1942 GEDEPORTEERD UIT DRANCY VERMOORD 14.11.1942 AUSCHWITZ   | George Perklaan 7 Kaart (OSM)          | Elisabeth Kanstein-Wolff (1915–1942)        |
|            | HIER WOONDE HANS MAY GEB. 1892 GEDEPORTEERD 1942 VERMOORD 2.10.1944 AUSCHWITZ                                                               | George Perklaan 7 Kaart (OSM)          | Hans May (1892–1944)                        |
|            | HIER WOONDE FRIEDRICH MAYER GEB. 1926 GEDEPORTEERD 1942 VERMOORD 31.3.1944 MIDDEN_EUROPA                                                    | Schoolstraat 18 Kaart (OSM)            | Friedrich Mayer (1926–1944)                 |
|            | HIER WOONDE OTTO MAX MAYER GEB. 1891 GEDEPORTEERD 1942 VERMOORD 27.11.1942 AUSCHWITZ                                                        | Schoolstraat 18 Kaart (OSM)            | Otto Max Mayer (1891–1942)                  |
|            | HIER WOONDE ERNA MAYER- OPPENHEIMER GEB. 1893 GEDEPORTEERD 1942 VERMOORD 27.11.1942 AUSCHWITZ                                               | Schoolstraat 18 Kaart (OSM)            | Erna Mayer-Oppenheimer (1893–1942)          |
|            | HIER WOONDE FRANZ FERDINAND OPPENHEIMER GEB. 1914 GEVLUCHT 1940 GEARRESTEERD 1940 VERMOORD 25.2.1941 SACHSENHAUSEN                          | George Perklaan 15 Kaart (OSM)         | Franz Ferdinand Oppenheimer (1914–1941)     |
|            | HIER WOONDE SARA VAN OSS-HAAS GEB. 1882 GEDEPORTEERD 1943 VERMOORD 13.3.1943 SOBIBOR                                                        | De Lind 2 Kaart (OSM)                  | Sara van Oss-Haas (1882–1943)               |
|            | HIER WOONDE OTTO ROSENBAUM GEB. 1875 GEDEPORTEERD 1942 VERMOORD 16.7.1943 SOBIBOR                                                           | Peperstraat 18 Kaart (OSM)             | Otto Rosenbaum (1875–1943)                  |
|            | HIER WOONDE SARAH STEPHANIE ROSENBAUM-VOGEL GEB. 1886 GEDEPORTEERD 1942 VERMOORD 16.7.1943 SOBIBOR                                          | Peperstraat 18 Kaart (OSM)             | Sarah Stephanie Rosenbaum-Vogel (1886–1943) |
|            | HIER WOONDE BLANCA STRAUSS-BATSCHA GEB. 1895 GEDEPORTEERD 1942 VERMOORD 14.1.1943 AUSCHWITZ                                                 | Kerkstraat 33 Kaart (OSM)              | Blanca Strauss-Batscha (1895–1943)          |
|            | HIER WOONDE CATO WOLFF GEB. 1919 GEVLUCHT FRANKRIJK GEARRESTEERD 1942 GEDEPORTEERD UIT DRANCY VERMOORD 14.11.1942 AUSCHWITZ                 | George Perklaan 7 Kaart (OSM)          | Cato Wolff (1919–1942)                      |

## Data van plaatsingen
- 1 mei 2018: Moergestel, acht Stolpersteine op Rootven-Prinses Margrietstraat
- 12 maart 2019: Oisterwijk, elf Stolpersteine op George Perklaan 7, George Perklaan 15, Peperstraat 18, Schoolstraat 18
- 9 september 2021: Oisterwijk, vijf Stolpersteine op Adervendreef 2
- 14 oktober 2021: Heukelom, een Stolperstein op Baaneind 12; Oisterwijk, zes Stolpersteine op Bremlaan 1, Burgemeester Canterslaan 5, De Lind 2, Kerkstraat 33